# Mônaco nos Jogos Olímpicos de Verão de 1984
Mônaco competiu nos Jogos Olímpicos de Verão de 1984 em Los Angeles, Estados Unidos. O país retornou às Olimpíadas após participar do boicote aos Jogos Olímpicos de Verão de 1980.

## Resultados por Evento

### Natação
100 m livre masculino
- Jean-Luc Adomo
  - Eliminatórias — 56.38 (→ não avançou, 56º lugar)

### Tiro com arco
- Gilles Cresto — 2389 pontos (→ 39º lugar)